# Potomac (hardware)
Potomac era il nome in codice del successore del core Gallatin alla base della CPU Intel Xeon MP per sistemi multiprocessore, presentato il 29 marzo 2005.
Ad essere più precisi si potrebbe dire che Potomac fu il successore del core Gallatin-4M, ovvero la seconda versione del core Gallatin che era dotata, come il nome lasciava intendere, di 4 MB di cache L3.

## Caratteristiche tecniche

### Processo produttivo
Potomac portò il processo produttivo a 90 nm anche nel campo dei server multiprocessore dopo essere stato prima introdotto nel mercato desktop grazie al Pentium 4 Prescott, e nel settore dei server biprocessore grazie al core Nocona.
Al pari di Nocona, le modifiche a livello di architettura coincidenti con il cambio di processo produttivo furono diverse, e in particolare l'allungamento della pipeline passata da 20 a 31 stadi; tale modifica doveva, nelle intenzioni di Intel, consentire un rapido aumento delle frequenze operative, ma il tempo dimostrò poi che i presupposti erano sbagliati: la grande inefficienza di una pipeline tanto lunga non offriva le prestazioni sperate e anzi le nuove CPU avevano seri problemi di dissipazione termica. Malgrado le modifiche architetturali, il socket utilizzato per Nocona rimase il "vecchio" 604, già utilizzato per gli Xeon Gallatin sebbene i nuovi requisiti elettrici e le nuove funzionalità implementate richiedevano comunque un cambio di scheda madre.
Il bus utilizzato era quello a 667 MHz mentre il quantitativo di cache L1 e L2 era stata raddoppiato rispetto a quello implementato nel core Gallatin; al pari di Nocona, in Gallatin la cache L1 era di 16 KB, mentre quella L2 di 1 MB. La ver novità rispetto a Gallatin (e la grande differenza rispetto alla controparte per i sistemi biprocessore Nocona) era costituita dalla presenza di una cache L3 di ben 8 MB (in alcuni modelli minori ne era presente una da "soli" 4 MB). Tutte queste caratteristiche, e in particolare il nuovo quantitativo di cache, reso possibile dal nuovo processo produttivo, portarono Potomac ad avere una superficie di 354 mm².
Un'altra importante novità introdotta con Potomac e mantenuta poi anche per diverse generazioni successive di processori per sistemi a più vie, fu l'introduzione di 2 BUS distinti e paralleli, ciascuno dei quali era in grado di supportare 2 processori fisici contemporaneamente: questa caratteristica consentiva di avere un BUS dedicato da 5,3 GB/s per ogni coppia di processori, consentendo una buona scalabilità delle prestazioni nel momento in cui questi aumentavano di numero passando da 2 a 4.

### Tecnologie implementate
Oltre al supporto alle istruzioni MMX, SSE ed SSE2, ereditate da Gallatin, Potomac vantava anche il supporto alle nuove SSE3, già introdotte negli altri processori a 90 nm, il Pentium 4 Prescott e lo Xeon DP Nocona. Venne implementata nuovamente la tecnologia Hyper-Threading, originariamente introdotta con Gallatin, e per la prima volta venne reso disponibile il supporto all'esecuzione di codice a 64 bit grazie alle istruzioni EM64T e la tecnologia di protezione XD-bit.

## Il "fratello minore" di Potomac: Cranfords
Intel decise di proporre contemporaneamente a Potomac, anche una versione priva della costosa cache L3, che venne chiamata Cranfords; in questo modo il produttore poteva offrire soluzioni per server sempre multivia, ma dal costo inferiore.

## Chipset supportati
Con Potomac, Intel presentò anche il chipset iE8500 (conosciuto anche come TwinCastle), in grado di offrire il supporto quad channel alle memorie RAM DDR2-400 e al doppio BUS parallelo, e compatibile anche con il successore di Potomac, Paxville.

## Prezzi dei vari modelli al lancio
Al momento della presentazione i prezzi dei vari modelli erano i seguenti:
- Xeon MP 3,33 GHz - 3586 $
- Xeon MP 3,00 GHz - 1923 $
- Xeon MP 2,83 GHz - 1143 $

## Modelli arrivati sul mercato
La tabella seguente mostra i modelli di Xeon, basati sul core Potomac, arrivati sul mercato. Molti di questi condividono caratteristiche comuni pur essendo basati su diversi core; per questo motivo, allo scopo di rendere maggiormente evidente tali affinità e "alleggerire" la visualizzazione alcune colonne mostrano un valore comune a più righe. Di seguito anche una legenda dei termini (alcuni abbreviati) usati per l'intestazione delle colonne:
- Nome Commerciale: si intende il nome con cui è stato immesso in commercio quel particolare esemplare.
- Data: si intende la data di immissione sul mercato di quel particolare esemplare.
- Socket: lo zoccolo della scheda madre in cui viene inserito il processore. In questo caso il numero rappresenta oltre al nome anche il numero dei pin di contatto.
- N°Core: si intende il numero di core montati sul package: 1 se "single core" o 2 se "dual core".
- Clock: la frequenza di funzionamento del processore.
- Molt.: sta per "Moltiplicatore" ovvero il fattore di moltiplicazione per il quale bisogna moltiplicare la frequenza di bus per ottenere la frequenza del processore.
- Pr.Prod.: sta per "Processo produttivo" e indica tipicamente la dimensione dei gate dei transistor (180 nm, 130 nm, 90 nm) e il numero di transistor integrati nel processore espresso in milioni.
- Voltag.: sta per "Voltaggio" e indica la tensione di alimentazione del processore.
- Watt: si intende il consumo massimo di quel particolare esemplare.
- Bus: frequenza del bus di sistema.
- Cache: dimensione delle cache di 1º e 2º livello.
- XD: sta per "XD-bit" e indica l'implementazione della tecnologia di sicurezza che evita l'esecuzione di codice malevolo sul computer.
- 64: sta per "EM64T" e indica l'implementazione della tecnologia a 64 bit di Intel.
- HT: sta per "Hyper-Threading" e indica l'implementazione della esclusiva tecnologia Intel che consente al sistema operativo di vedere 2 core logici.
- ST: sta per "SpeedStep Technology" ovvero la tecnologia di risparmio energetico sviluppata da Intel e inserita negli ultimi Pentium 4 Prescott serie 6xx per contenere il consumo massimo.
- VT: sta per "Vanderpool Technology", la tecnologia di virtualizzazione che rende possibile l'esecuzione simultanea di più sistemi operativi differenti contemporaneamente.

| Nome Commerciale | Data        | Socket | N°Core | Clock    | Molt. | Pr.Prod. | Voltag. | Watt  | Bus     | Cache                 | XD | 64 | HT | ST | VT |
| ---------------- | ----------- | ------ | ------ | -------- | ----- | -------- | ------- | ----- | ------- | --------------------- | -- | -- | -- | -- | -- |
| Xeon MP 2,83 GHz | 29/mar/2005 | 604    | 1      | 2,83 GHz | 17x   | 90 nm    | 1,3 V   | 129 W | 667 MHz | L1=16KB L2=1MB L3=4MB | Sì | Sì | Sì | No | No |
| Xeon MP 3,0 GHz  | 29/mar/2005 | 604    | 1      | 3,0 GHz  | 18x   | 90 nm    | 1,3 V   | 129 W | 667 MHz | L1=16KB L2=1MB L3=8MB | Sì | Sì | Sì | No | No |
| Xeon MP 3,33 GHz | 29/mar/2005 | 604    | 1      | 3,33 GHz | 20x   | 90 nm    | 1,3 V   | 129 W | 667 MHz | L1=16KB L2=1MB L3=8MB | Sì | Sì | Sì | No | No |

Nota: la tabella soprastante è un estratto di quella completa contenuta nella pagina dello Xeon.

## Il successore
Il 2 novembre 2005 Intel presentò il primo Xeon MP dual core, Paxville. Quest'ultimo era sprovvisto di cache L3 ma alla presenza del doppio core affiancava, tra le altre cose, un BUS più veloce che raggiungeva gli 800 MHz, una cache L2 maggiorata e supporto alle tecnologie SpeedStep e Vanderpool.
Intel sospese la produzione delle CPU Potomac, insieme a quella del "fratello minore" Cranfords, a partire dal secondo trimestre 2007.